# Inowłódz
Inowłódz è un comune rurale polacco del distretto di Tomaszów Mazowiecki, nel voivodato di Łódź.
Ricopre una superficie di 98,04 km² e nel 2004 contava 3 870 abitanti.